# 公館 (臺中市西區)
公館，是臺灣臺中市西區的一個傳統地域名稱，位於該區南部偏東。相較於今日行政區，其範圍大致包括公館里、東昇里、藍興里、利民里西北端、三民里、廣民里、平和里南部、公民里（不含東北端及最西端）、南平里東部凸出部分。

## 地名
相傳台灣清治時期藍廷珍總兵在此設立一公館收取田租，因而成為地名。目前以「公館」為名之設施有：公館路、公館公園、公館公車站。

## 歷史
台灣清治末期至日治初期，公館地區為一街庄，稱為「公館庄」，隸屬於藍興堡。該庄西及北與後壠仔庄為鄰，東與臺中街為鄰，南邊為與頂橋仔頭庄、下橋仔頭庄，西南邊為半平厝庄。
1901年（日治明治三十四年）11月，全台廢縣廳改設二十廳，該庄隸屬於臺中廳。1903年（明治三十六年）6月，該庄編入「臺中區」，隸屬於臺中廳。1909年（明治四十二年）10月，合併二十廳為十二廳，臺中區隸屬不變。1920年（大正九年），全台地方制度大改正，廢十二廳改設五州二廳，該庄改制為「公館」大字，隸屬於臺中州轄臺中市。
1926年（大正十五年）2月實施町名改正，市區劃分成31町。公館分為末廣町、旭町、村上町、利國町、幸町、明治町、千歲町、壽町、川端町、以及不設町的大字公館。戰後，町名廢止，合併上述各町和其他區域成立「西區」。
戰後本地區劃入西區，隸屬於臺灣省轄臺中市，大字改亦制為里。2010年12月，臺中縣市合併為直轄臺中市，西區隸屬不變。

## 聚落
本地區發展較早的聚落有公館、其盤等，在日治期初期的官方地圖上已有記載。

## 交通
台鐵山線大致以東北東—西南西走向經過公館地區南部邊界地帶。境內設有五權車站(於2018年10月28日設站)，北側最近的是臺中車站，屬特等站，各級列車均有停靠；南側最近的是大慶車站，屬簡易站，僅停靠區間快車及區間車。由此等可前往台鐵沿線各站。
省道台1乙線（五權路、復興路三段）是大雅至大肚區王田的幹道，大致以北向南轉北北西—南南東走向再轉東北東—西南西走向經過本地區西部及南部。由該道路向北轉東北再轉北北西可前往西屯東北部、大雅並止於省道台10線路口，向西南西再轉西南可前往烏日並止於國道1號王田交流道南側的省道台1線路口。
市道136號（南屯路一段、自由路一段）是臺中市龍井區至南投縣國姓鄉龜溝的道路，大致以西向東經過本地區南部。由該道路向西轉西北西可前往南屯、國道1號南屯交流道、大肚東北部邊界地帶、龍井東部、沙鹿西南部、梧棲與龍井交界地帶並止於省道台17線路口，向東北東轉南南東再轉東北東經臺中市中心東南側可前往太平、國姓並止於省道台14線路口。

## 學校
- 忠孝國小
- 忠信國小

## 外部連結
- 公館里